# South Stirling
South Stirling ist ein kleiner Ort im australischen Bundesstaat Western Australia. Es liegt etwa 46 Kilometer nordöstlich von Albany. 

## Geografie
South Stirling liegt im Landwirtschaftsgebiet der Great Southern einige Kilometer südlich der Stirling Range und dem Stirling-Range-Nationalpark.
Westlich von South Sterling liegt Palmdale, nördlich und westlich Takalarup, östlich Kojaneerup South und südlich Manyeaks.
In der Nähe des Ortes liegt das Naturschutzgebiet South Stirling Nature Reserve, außerdem der See Warburton Lake.
Der Ort hat eine eigene Schule, die South Stirling Primary School, mit 22 Schülern in zwei Klassen. Auf der gegenüberliegenden Straßenseite steht eine anglikanische Kirche.

## Geschichte
Der Ort liegt im traditionellen Siedlungsgebiet des Aborigines-Stammes der Mineng.
Anfang der 1950er Jahre gab die Regierung die Region frei zur Besiedlung. Nachdem sich genügend Farmer niedergelassen hatten, wurde South Stirling 1959 als eigene Townsite ins Ortsverzeichnis aufgenommen. Der Name leitet sich von der Stirling Range ab, die nach James Stirling, dem ersten Gouverneur von Western Australia, benannt ist.

## Bevölkerung
Der Ort South Stirling hatte 2016 eine Bevölkerung von 12 Menschen, davon 69,2 % männlich und 30,8 % weiblich.
Das durchschnittliche Alter in Green Range liegt bei 34 Jahren, vier Jahre weniger als der australische Durchschnitt von 38 Jahren.

## Persönlichkeiten
- Hockey-Spielerin Kathryn Slattery wuchs auf einer Farm in South Stirling auf.[5]